# Großer Preis von Belgien 1985
Der Große Preis von Belgien 1985 (offiziell XLIII Grand Prix de Belgique) fand am 15. September auf dem Circuit de Spa-Francorchamps in der Nähe von Spa statt und war das 13. Rennen der Formel-1-Weltmeisterschaft 1985.

## Berichte

### Hintergrund
Am Wochenende nach dem Großen Preis von Italien wurde das Rennen in Belgien nachgeholt, das Anfang Juni nach Beginn des offiziellen Trainings verschoben werden musste, weil der Asphalt mehrfach aufgebrochen war.
Bei Zakspeed fuhr anstelle des verletzten Jonathan Palmer der deutsche Formel-1-Debütant Christian Danner.

### Training
Während des ersten freien Trainings verunglückte Niki Lauda und brach sich ein Handgelenk. Deshalb musste er auf die Teilnahme am weiteren Rennwochenende verzichten.
McLaren-Pilot Alain Prost qualifizierte sich für die Pole-Position vor Ayrton Senna auf Lotus und Nelson Piquet auf Brabham sowie den beiden Ferrari-Piloten Michele Alboreto und Stefan Johansson.
Die ersten 20 Fahrer der Startaufstellung absolvierten ihre jeweils schnellsten Runden in weniger als zwei Minuten. Die ersten 21 Fahrer erreichten Durchschnittsgeschwindigkeiten über 200 km/h.

### Rennen
Am Renntag regnete es bis kurz vor dem Start. Dadurch war die Strecke zunächst noch feucht und sämtliche Piloten gingen auf Regenreifen ins Rennen.
Senna eroberte bereits vor der ersten Kurve die Führung. Piquet gelangte ebenfalls an Prost vorbei, drehte sich jedoch in der Haarnadelkurve La Souce. Prost und die übrigen Kontrahenten konnten dem stehenden Brabham knapp ausweichen, sodass es zwar zu keinem Unfall, jedoch zu einer gewissen Verzögerung kam. Senna, der zum Zeitpunkt des Drehers als einziger vor Piquet gelegen hatte, profitierte davon und beendete die erste Runde mit einem deutlichen Vorsprung, den Prost jedoch während der folgenden Runden wieder aufholen konnte. Auf dem dritten Rang folgte Mansell vor Johansson, nachdem Alboreto wegen Handlingproblemen auf den achten Rang zurückgefallen war und schließlich mit einem Kupplungsschaden aufgeben musste.
Nach wenigen Runden steuerten nahezu alle Fahrer ihre Boxen an, um Slicks montieren zu lassen. Dadurch kam es zu kurzzeitigen Positionsverschiebungen. Unter anderem übernahm Elio de Angelis für eine Runde die Führung, bevor er seinerseits einen Boxenstopp einlegte und den Spitzenplatz wieder an seinen Teamkollegen Senna abgab.
Mansell gelang es, trotz eines Drehers in der zehnten Runde, den zweiten Rang zu halten. Keke Rosberg, der einige Runden lang auf dem dritten Platz gelegen hatte, musste diese Position nach einem außerplanmäßigen Boxenstopp in Runde 33 Alain Prost überlassen. Zwischenzeitlich konnte Senna während eines erneuten Regenschauers seine Führung ausbauen. Er siegte vor Mansell, Prost und Rosberg sowie Thierry Boutsen und Derek Warwick.

## Meldeliste
| Team                           | Nr. | Fahrer             | Chassis          | Motor                         | Reifen |
| ------------------------------ | --- | ------------------ | ---------------- | ----------------------------- | ------ |
| Marlboro McLaren International | 01  | Niki Lauda         | McLaren MP4/2B   | TAG/Porsche TTE PO1 1.5 V6t   | G      |
| Marlboro McLaren International | 02  | Alain Prost        | McLaren MP4/2B   | TAG/Porsche TTE PO1 1.5 V6t   | G      |
| Tyrrell Racing Organisation    | 03  | Martin Brundle     | Tyrrell 014      | Renault EF4B 1.5 V6t          | G      |
| Canon Williams Honda Team      | 05  | Nigel Mansell      | Williams FW10    | Honda RA163-E 1.5 V6t         | G      |
| Canon Williams Honda Team      | 06  | Keke Rosberg       | Williams FW10    | Honda RA163-E 1.5 V6t         | G      |
| Motor Racing Developments      | 07  | Nelson Piquet      | Brabham BT54     | BMW M12/13 1.5 L4t            | P      |
| Motor Racing Developments      | 08  | Marc Surer         | Brabham BT54     | BMW M12/13 1.5 L4t            | P      |
| Skoal Bandit Formula 1 Team    | 09  | Philippe Alliot    | RAM 03           | Hart 415T 1.5 L4t             | P      |
| Skoal Bandit Formula 1 Team    | 10  | Kenny Acheson      | RAM 03           | Hart 415T 1.5 L4t             | P      |
| John Player Special Team Lotus | 11  | Elio de Angelis    | Lotus 97T        | Renault EF4 1.5 V6t           | G      |
| John Player Special Team Lotus | 12  | Ayrton Senna       | Lotus 97T        | Renault EF4 1.5 V6t           | G      |
| Équipe Renault Elf             | 15  | Patrick Tambay     | Renault RE60B    | Renault EF15 1.5 V6t          | G      |
| Équipe Renault Elf             | 16  | Derek Warwick      | Renault RE60B    | Renault EF15 1.5 V6t          | G      |
| Barclay Arrows BMW             | 17  | Gerhard Berger     | Arrows A8        | BMW M12/13 1.5 L4t            | G      |
| Barclay Arrows BMW             | 18  | Thierry Boutsen    | Arrows A8        | BMW M12/13 1.5 L4t            | G      |
| Toleman Group Motorsport       | 19  | Teo Fabi           | Toleman TG185    | Hart 415T 1.5 L4t             | P      |
| Toleman Group Motorsport       | 20  | Piercarlo Ghinzani | Toleman TG185    | Hart 415T 1.5 L4t             | P      |
| Benetton Team Alfa Romeo       | 22  | Riccardo Patrese   | Alfa Romeo 184TB | Alfa Romeo 890T 1.5 V8t       | G      |
| Benetton Team Alfa Romeo       | 23  | Eddie Cheever      | Alfa Romeo 184TB | Alfa Romeo 890T 1.5 V8t       | G      |
| Osella Squadra Corse           | 24  | Huub Rothengatter  | Osella FA1G      | Alfa Romeo 890T 1.5 V8t       | P      |
| Équipe Ligier                  | 25  | Philippe Streiff   | Ligier JS25      | Renault EF4B 1.5 V6t          | P      |
| Équipe Ligier                  | 26  | Jacques Laffite    | Ligier JS25      | Renault EF4B 1.5 V6t          | P      |
| Scuderia Ferrari SpA SEFAC     | 27  | Michele Alboreto   | Ferrari 156/85   | Ferrari 031 1.5 V6t           | G      |
| Scuderia Ferrari SpA SEFAC     | 28  | Stefan Johansson   | Ferrari 156/85   | Ferrari 031 1.5 V6t           | G      |
| Minardi F1 Team                | 29  | Pierluigi Martini  | Minardi M185     | Motori Moderni 615-90 1.5 V6t | P      |
| West Zakspeed Racing           | 30  | Christian Danner   | Zakspeed 841     | Zakspeed 1500/4 1.5 L4t       | G      |

## Klassifikationen

### Qualifying
| Pos. | Fahrer             | Konstrukteur           | Qualifikationstraining 1 | Qualifikationstraining 1 | Qualifikationstraining 2 | Qualifikationstraining 2 | Start |
| Pos. | Fahrer             | Konstrukteur           | Zeit                     | Ø-Geschwindigkeit        | Zeit                     | Ø-Geschwindigkeit        | Start |
| ---- | ------------------ | ---------------------- | ------------------------ | ------------------------ | ------------------------ | ------------------------ | ----- |
| 01   | Alain Prost        | McLaren-TAG-Porsche    | 1:56,563                 | 214,339 km/h             | 1:55,306                 | 216,676 km/h             | 01    |
| 02   | Ayrton Senna       | Lotus-Renault          | 2:00,710                 | 206,975 km/h             | 1:55,403                 | 216,494 km/h             | 02    |
| 03   | Nelson Piquet      | Brabham-BMW            | 1:56,643                 | 214,192 km/h             | 1:55,648                 | 216,035 km/h             | 03    |
| 04   | Michele Alboreto   | Ferrari                | 1:56,999                 | 213,540 km/h             | 1:56,021                 | 215,340 km/h             | 04    |
| 05   | Stefan Johansson   | Ferrari                | 1:56,585                 | 214,299 km/h             | 1:56,746                 | 214,003 km/h             | 05    |
| 06   | Thierry Boutsen    | Arrows-BMW             | 1:59,046                 | 209,868 km/h             | 1:56,697                 | 214,093 km/h             | 06    |
| 07   | Nigel Mansell      | Williams-Honda         | 1:56,727                 | 214,038 km/h             | 1:56,996                 | 213,546 km/h             | 07    |
| 08   | Gerhard Berger     | Arrows-BMW             | 1:56,770                 | 213,959 km/h             | keine Zeit               | –                        | 08    |
| 09   | Elio de Angelis    | Lotus-Renault          | 1:58,852                 | 210,211 km/h             | 1:57,322                 | 212,952 km/h             | 09    |
| 10   | Keke Rosberg       | Williams-Honda         | 1:57,582                 | 212,482 km/h             | 1:57,465                 | 212,693 km/h             | 10    |
| 11   | Teo Fabi           | Toleman-Hart           | 1:57,588                 | 212,471 km/h             | 1:57,857                 | 211,986 km/h             | 11    |
| 12   | Marc Surer         | Brabham-BMW            | 2:00,154                 | 207,933 km/h             | 1:57,729                 | 212,216 km/h             | 12    |
| 13   | Patrick Tambay     | Renault                | 1:58,105                 | 211,541 km/h             | 1:59,335                 | 209,360 km/h             | 13    |
| 14   | Derek Warwick      | Renault                | 1:59,761                 | 208,615 km/h             | 1:58,407                 | 211,001 km/h             | 14    |
| 15   | Riccardo Patrese   | Alfa Romeo             | 1:59,703                 | 208,717 km/h             | 1:58,414                 | 210,989 km/h             | 15    |
| 16   | Piercarlo Ghinzani | Toleman-Hart           | 1:58,820                 | 210,268 km/h             | 1:58,706                 | 210,470 km/h             | 16    |
| 17   | Jacques Laffite    | Ligier-Renault         | 2:01,345                 | 205,892 km/h             | 1:58,933                 | 210,068 km/h             | 17    |
| 18   | Philippe Streiff   | Ligier-Renault         | 2:00,599                 | 207,166 km/h             | 1:59,245                 | 209,518 km/h             | 18    |
| 19   | Eddie Cheever      | Alfa Romeo             | 2:00,861                 | 206,717 km/h             | 1:59,370                 | 209,299 km/h             | 19    |
| 20   | Philippe Alliot    | RAM-Hart               | 1:59,626                 | 208,851 km/h             | 1:59,755                 | 208,626 km/h             | 20    |
| 21   | Martin Brundle     | Tyrrell-Renault        | 2:00,950                 | 206,565 km/h             | 2:01,364                 | 205,860 km/h             | 21    |
| 22   | Christian Danner   | Zakspeed               | 2:05,059                 | 199,778 km/h             | 2:07,046                 | 196,653 km/h             | 22    |
| 23   | Huub Rothengatter  | Osella-Alfa Romeo      | 2:06,083                 | 198,155 km/h             | 2:05,776                 | 198,639 km/h             | 23    |
| 24   | Pierluigi Martini  | Minardi-Motori Moderni | 2:06,007                 | 198,275 km/h             | 2:06,606                 | 197,337 km/h             | 24    |
| DNS  | Niki Lauda         | McLaren-TAG-Porsche    | keine Zeit               | –                        | keine Zeit               | –                        | DNS   |

### Rennen
| Pos. | Fahrer             | Konstrukteur           | Runden | Stopps | Zeit        | Start | Schnellste Runde |
| ---- | ------------------ | ---------------------- | ------ | ------ | ----------- | ----- | ---------------- |
| 01   | Ayrton Senna       | Lotus-Renault          | 43     | 1      | 1:34:19,893 | 02    | 2:03,700 (40.)   |
| 02   | Nigel Mansell      | Williams-Honda         | 43     | 1      | + 28,422    | 07    | 2:03,479 (37.)   |
| 03   | Alain Prost        | McLaren-TAG-Porsche    | 43     | 1      | + 55,109    | 01    | 2:01,730 (38.)   |
| 04   | Keke Rosberg       | Williams-Honda         | 43     | 2      | + 1:15,290  | 10    | 2:03,363 (40.)   |
| 05   | Nelson Piquet      | Brabham-BMW            | 42     | 1      | + 1 Runde   | 03    | 2:02,655 (35.)   |
| 06   | Derek Warwick      | Renault                | 42     | 1      | + 1 Runde   | 14    | 2:06,697 (20.)   |
| 07   | Gerhard Berger     | Arrows-BMW             | 42     | 1      | + 1 Runde   | 08    | 2:04,142 (41.)   |
| 08   | Marc Surer         | Brabham-BMW            | 42     | 2      | + 1 Runde   | 12    | 2:02,266 (42.)   |
| 09   | Philippe Streiff   | Ligier-Renault         | 42     | 1      | + 1 Runde   | 18    | 2:04,685 (38.)   |
| 10   | Thierry Boutsen    | Arrows-BMW             | 40     | 1      | DNF         | 06    | 2:07,488 (30.)   |
| 11   | Jacques Laffite    | Ligier-Renault         | 38     | 1      | DNF         | 17    | 2:04,835 (35.)   |
| 12   | Pierluigi Martini  | Minardi-Motori Moderni | 38     | 0      | + 5 Runden  | 24    | 2:15,557 (38.)   |
| 13   | Martin Brundle     | Tyrrell-Renault        | 38     | 4      | + 5 Runden  | 21    | 2:06,557 (37.)   |
| –    | Huub Rothengatter  | Osella-Alfa Romeo      | 37     | 1      | NC          | 23    | 2:19,005 (32.)   |
| –    | Riccardo Patrese   | Alfa Romeo             | 31     | 3      | DNF         | 15    | 2:08,113 (18.)   |
| –    | Eddie Cheever      | Alfa Romeo             | 26     | 1      | DNF         | 19    | 2:06,658 (20.)   |
| –    | Patrick Tambay     | Renault                | 24     | 2      | DNF         | 13    | 2:07,582 (20.)   |
| –    | Teo Fabi           | Toleman-Hart           | 23     | 1      | DNF         | 11    | 2:06,350 (18.)   |
| –    | Elio de Angelis    | Lotus-Renault          | 17     | 2      | DNF         | 09    | 2:09,675 (16.)   |
| –    | Christian Danner   | Zakspeed               | 16     | 1      | DNF         | 22    | 2:11,835 (16.)   |
| –    | Philippe Alliot    | RAM-Hart               | 10     | 1      | DNF         | 20    | 2:22,744 (07.)   |
| –    | Stefan Johansson   | Ferrari                | 7      | 1      | DNF         | 05    | 2:24,045 (03.)   |
| –    | Piercarlo Ghinzani | Toleman-Hart           | 7      | 0      | DNF         | 16    | 2:29,896 (03.)   |
| –    | Michele Alboreto   | Ferrari                | 3      | 0      | DNF         | 04    | 2:30,110 (03.)   |

## WM-Stände nach dem Rennen
Die ersten sechs des Rennens bekamen 9, 6, 4, 3, 2 bzw. 1 Punkt(e). In der Fahrerwertung wurden die besten elf Resultate, in der Konstrukteurswertung alle Resultate gewertet.

### Fahrerwertung
| Pos. | Fahrer            | Konstrukteur           | Punkte |
| ---- | ----------------- | ---------------------- | ------ |
| 01   | Alain Prost       | McLaren-TAG-Porsche    | 69     |
| 02   | Michele Alboreto  | Ferrari                | 53     |
| 03   | Ayrton Senna      | Lotus-Renault          | 32     |
| 04   | Elio de Angelis   | Lotus-Renault          | 31     |
| 05   | Keke Rosberg      | Williams-Honda         | 21     |
| 06   | Nelson Piquet     | Brabham-BMW            | 21     |
| 07   | Stefan Johansson  | Ferrari / Tyrrell-Ford | 21     |
| 08   | Niki Lauda        | McLaren-TAG-Porsche    | 14     |
| 09   | Nigel Mansell     | Williams-Honda         | 13     |
| 10   | Patrick Tambay    | Renault                | 11     |
| 11   | Jacques Laffite   | Ligier-Renault         | 10     |
| 12   | Thierry Boutsen   | Arrows-BMW             | 9      |
| 13   | Marc Surer        | Brabham-BMW            | 5      |
| 14   | Derek Warwick     | Renault                | 5      |
| 15   | Stefan Bellof †   | Tyrrell-Ford           | 4      |
| 16   | René Arnoux       | Ferrari                | 3      |
| 17   | Andrea de Cesaris | Ligier-Renault         | 3      |

| Pos. | Fahrer               | Konstrukteur                     | Punkte |
| ---- | -------------------- | -------------------------------- | ------ |
| 18   | Martin Brundle       | Tyrrell-Ford                     | 0      |
| 19   | Gerhard Berger       | Arrows-BMW                       | 0      |
| 20   | Eddie Cheever        | Alfa Romeo                       | 0      |
| 21   | Riccardo Patrese     | Alfa Romeo                       | 0      |
| 22   | Philippe Streiff     | Ligier-Renault                   | 0      |
| 23   | Piercarlo Ghinzani   | Osella-Alfa Romeo / Toleman-Hart | 0      |
| 24   | Philippe Alliot      | RAM-Hart                         | 0      |
| 25   | Huub Rothengatter    | Osella-Alfa Romeo                | 0      |
| 26   | Jonathan Palmer      | Zakspeed                         | 0      |
| 27   | Pierluigi Martini    | Minardi-Ford                     | 0      |
| 28   | Manfred Winkelhock † | RAM-Hart                         | 0      |
| 29   | Teo Fabi             | Toleman-Hart                     | 0      |
| –    | François Hesnault    | Brabham-BMW / Renault            | 0      |
| –    | Mauro Baldi          | Spirit-Hart                      | 0      |
| –    | Kenny Acheson        | RAM-Hart                         | 0      |
| –    | Alan Jones           | Lola-Hart                        | 0      |
| –    | Christian Danner     | Zakspeed                         | 0      |

### Konstrukteurswertung
| Pos. | Konstrukteur        | Punkte |
| ---- | ------------------- | ------ |
| 01   | McLaren-TAG-Porsche | 83     |
| 02   | Ferrari             | 77     |
| 03   | Lotus-Renault       | 63     |
| 04   | Williams-Honda      | 34     |
| 05   | Brabham-BMW         | 26     |
| 06   | Renault             | 16     |
| 07   | Ligier-Renault      | 13     |
| 08   | Arrows-BMW          | 9      |
| 09   | Tyrrell-Ford        | 4      |

| Pos. | Konstrukteur      | Punkte |
| ---- | ----------------- | ------ |
| 10   | Alfa Romeo        | 0      |
| 11   | Osella-Alfa Romeo | 0      |
| 12   | RAM-Hart          | 0      |
| 13   | Zakspeed          | 0      |
| 14   | Minardi-Ford      | 0      |
| 15   | Toleman-Hart      | 0      |
| –    | Spirit-Hart       | 0      |
| –    | Lola-Hart         | 0      |